# 담보 (영화)
《담보》는 2020년에 개봉한 대한민국의 영화이다. 강대규 감독이 연출하고 성동일, 하지원, 김희원, 박소이, 김윤진이 출연했다. 1993년과 2000년대의 배경으로 제작된 영화이며, 사채업자 두석과 종배 아저씨 같은 승이의 성장하는 이야기를 다루었다.

## 줄거리
1993년 인천. 사채업자 두석과 종배는 길을 걷다 채무자 명자와 그녀의 아홉 살 딸 승이를 마주친다. 종배는 돈을 갚거나 담보를 내놓으라고 요구하지만, 명자는 가진 것이 없다고 맞선다. 분노한 두석은 승이를 데려가며 내일까지 돈을 가져오라고 통보한다.
하지만 약속한 날, 명자는 나타나지 않는다. 그러던 중 명자가 곧 고국으로 추방될 예정이라는 소식이 전해지고, 명자는 승이의 큰아버지인 최병달이 대신 돈을 갚고 승이를 맡을 것이라 말한다. 실제로 최병달이 터미널에 나타나 승이를 데려가고, 두석은 약속한 돈까지 받아 모든 일이 끝났다고 생각한다.
그러나 곧 최병달이 승이를 30만 원에 팔아넘겼다는 사실을 알게 된다. 분노한 두석은 승이를 찾기 위해 나서고, 결국 승이를 하녀처럼 부려먹는 주류점 주인을 찾아낸다. 유리문을 부수면서까지 승이를 데려온 두석과 종배는 함께 승이를 키우기로 결심한다.
그러던 중 명자가 추방 직전 두석과 다시 만나게 되고, 병으로 죽음을 앞둔 그녀는 정을 끊으려 하며, 마지막으로 승이의 친부를 찾아달라는 부탁을 남긴다. 두석과 종배는 수소문 끝에 승이의 친부를 찾아 승이를 데려다주지만, 승이는 다시 두석을 선택한다.
승이를 데리러 가던 중, 두석은 악화된 뇌졸중으로 쓰러지고 실종된다. 시간이 흐른 후, 승배와 승이는 야위어간 두석을 다시 만나게 된다. 두석이 들고 있던 공책에는 '박승보', '담보'라는 말만 빼곡히 적혀 있었고, 승이의 결혼식 날, 승이의 손을 잡고 입장한 두석은 서서히 기억을 되찾는다.

## 캐스팅
- 성동일 : 박두석(박승보) 역
- 김희원 : 종배 역
- 박소이 : 어린 승이 역
  - 하지원:성인 승이 역
- 김재화 : 정 마담 역
- 유태오 : 유덕화 역
- 정인기 : 노 통역사 역
- 진유영 : 대한민국 장관 역
- 홍승희 : 학생 승이 역
- 유성주 : 최만식 역
- 이재용 : 형제복지원 원장 역
- 박현숙 : 원장 수녀 역
- 유순웅 : 병달 역
- 차청화 : 병달 처 역
- 장명갑 : 병섭(승이 부) 역
- 이동진 : 승이 남자친구 (신랑) 역
- 김민주 : 크리스탈 역
- 김병철 : 인천역 부랑자 역
- 서성광 : 부산 경찰 1 역
- 김윤진 : 명자 역 (우정출연)
- 나문희 : 승이 외할머니 역 (특별출연)

## 영화정보
- 《색즉시공》 《해운대》《1번가의 기적》 등을 함께 한 하지원은  JK필름 윤제균 감독과 10년 만에 이 작품으로 다시 작업한다.[1]
- 성동일, 하지원, 김윤진, 김희원, 아역 박소이 배우 등이 출연을 확정한 가운데 2019년 4월 19일 대본 리딩과 고사를 마치고 22일부터 인천 일대서 첫 촬영에 돌입했다.[2]
- 《국제시장》을 같이 작업한 김윤진과 윤제균 감독이 무려 6년만에 재회하는 작품으로서, 강대규 감독과는... 《하모니》이후 10년만에 본 작품을 통해 전격 재회하게 되는 계기가 되었다.

## 같이 보기
- 2020년 대한민국의 영화 목록
- 대한민국-중화인민공화국 관계 - 1992년 수교 이후로 알려졌다.
- 복고풍